# Muscolo trapezio
Il trapezio (o anche detto muscolo cucullare) è un muscolo del corpo umano che fa parte dei muscoli spinoappendicolari e che hanno pertanto origine sul rachide e inserzione su un'appendice o arto. È uno dei principali muscoli stabilizzatori della scapola.

## Origine e inserzioni
Parte discendente del trapezio
     Parte trasversa del trapezio
     Parte ascendente del trapezio

Posizione del trapezio e delle sue componenti.
Parte discendente del trapezio
Parte trasversa del trapezio
Parte ascendente del trapezio

Il trapezio è un muscolo che si origina dal terzo mediale della linea nucale superiore, dalla protuberanza occipitale esterna, dal legamento nucale e dai processi spinosi della VII vertebra cervicale e da tutte le vertebre toraciche, ha inserzione al terzo laterale del margine posteriore della clavicola, al margine mediale dell'acromion e alla spina della scapola.

## Funzione
Il muscolo trapezio eleva, retrude, adduce, ruota esternamente la scapola. Estende la testa ruotandola verso il lato opposto. Estende, ruota, inclina lateralmente la testa e la colonna cervicale. Partecipa indirettamente alla flessione e abduzione del braccio elevando la scapola da circa 60 ° in poi.

## Vascolarizzazione
Il muscolo trapezio a causa della sua dimensione è vascolarizzato da diversi vasi arteriosi. Il suo terzo superiore è irrorato dal ramo muscolare trasverso che origina dall'arteria occipitale, il quale entra nel muscolo in profondità e si ramifica in numerosi rami perforanti muscolocutanei per la vascolarizzazione cutanea. Centralmente, il trapezio è vascolarizzato dall'arteria cervicale superficiale o da un ramo superficiale dell'arteria cervicale trasversa. Infine, nel suo terzo inferiore il trapezio viene raggiunto da un ramo dell'arteria dorsale della scapola, che si anastomizza con rami perforanti derivanti dalle arterie intercostali posteriori.

## Innervazione
Il muscolo trapezio è innervato dalla porzione spinale del nervo accessorio (XI nervo cranico), con contributi di fibre sensitive da terzo e quarto ramo ventrale cervicale.